# مسجد الفران
مسجد الشيخ الفران يعتبر من أقدم مساجد مدينة القصير، شيد هذا المسجد في القرن الثامن عشر، وسمى على اسم الشيخ إبراهيم خليل الفران الذي يرجع أصله الي الساحل الشرقي للبحر الأحمر (السعودية الآن)، وقد آتي إلي القصير مع غيره من الحجاج والتجار والزوار والبحارة والذين كانوا السبب في جعل القصير مركز لمختلط الجنسيات في القرن الثامن عشر، ويقع هذا المسجد في الجزء القديم من المدينة، وتحيط به المباني التاريخية من جميع الاتجاهات.

## تاريخ الإنشاء
أنشئ في عهد السلطان العثماني أحمد الثالث كما يوجد نص تأسيسي على المئذنة يؤرخ المسجد سنة 1116 هـ (1704 م).